# David Mouchtar-Samorai
David Mouchtar-Samorai (* 1942 in Bagdad) ist ein israelischer Theater- und Opernregisseur, der in Deutschland und der Schweiz arbeitet.

## Leben
David Mouchtar-Samorais Familie gehört zu der jüdischen Minderheit im Irak, die während des Zweiten Weltkriegs einem 1941 von den Deutschen angezettelten Pogrom ausgesetzt war. 1950 emigrierte die Familie nach Israel.
Mouchtar-Samorai absolvierte eine Schauspielausbildung an der Habima Drama School und studierte an der Universität Tel Aviv, er arbeitete zunächst als Schauspieler und Regisseur am israelischen Nationaltheater Habimah. 1965 zog er nach Großbritannien, wo er seine Ausbildung unter anderem am Royal Court Actors Studio vertiefte. Sein Regiedebüt hatte er im Citizens Theatre in Glasgow, weitere Engagements folgten am Traverse Theatre in Edinburgh und am Young Vic in London.
Seit 1975 ist Mouchtar-Samorai als Gastregisseur vornehmlich im deutschsprachigen Raum tätig. Mit dem Heidelberger Theater, wo er Hausregisseur war, wurde er dreimal, 1980, 1981 und 1982, zum Berliner Theatertreffen eingeladen, 1987 dann noch einmal mit dem Schauspiel Bonn, jeweils mit Inszenierungen von Klassikern der Theaterliteratur. Mit der Bonner Inszenierung von Arthur Millers Der große Knall wurde er 1996 erneut eingeladen. In der Theatersaison 1982/1983 wechselte er von Heidelberg an das Schauspiel Frankfurt und war danach ab 1985 als Hausregisseur am Theater Bonn tätig. Ebenfalls als Hausregisseur ging er 1989 zu Michael Bogdanov an das Hamburger Schauspielhaus. Mit der Hamburger Inszenierung von August Strindbergs Nach Damaskus wurde er zum Stockholmer Strindberg-Festival eingeladen.
Als freier Regisseur arbeitet er auch häufig in der Schweiz. Ab den 1990er Jahren inszenierte er auch Opern und wurde 1997 für seine Inszenierung von Verdis Macbeth am Bremer Theater mit dem Bayerischen Theaterpreis ausgezeichnet. 2004 inszenierte er im Hessischen Staatstheater Wiesbaden die Uraufführung von Purcells Traum von König Artus von Tankred Dorst.
David Mouchtar-Samorai und seine Frau Fiona haben zwei Kinder.